# Petit dodécahémidodécaèdre
En géométrie, le petit dodécahémidodécaèdre est un polyèdre uniforme non-convexe, indexé sous le nom U51.
Ses 30 sommets et ses 60 arêtes, le long desquelles sont situées ses 12 faces pentagonales, sont partagés avec l'icosidodécaèdre.